# Slinfah
Slinfah (en arabe صلنفة) est une petite ville de montagne située dans le nord-ouest de la Syrie dépendant du gouvernorat de Lattaquié. Construite en 1929 à cause de son air pur, c'est une ville prisée des touristes. Elle est située à 1 200 mètres d'altitude au nord du djébel Ansariyeh. Sa population est à majorité alaouite.

## Géographie
Slinfah est à 50 kilomètres à l'est de Lattaquié dans une région aux reliefs escarpés où poussent le rare Pinus brutia et des bois de chêne. Le point le plus haut du djébel se trouve à 5 kilomètres à l'est à 1 542 mètres d'altitude. La station est enneigée en hiver et on y pratique le ski.

## Histoire
La région était autrefois peuplée de nomades. Des ismaéliens de Salamyeh s'y sont installés au XIIIe siècle. Les Alaouites sont majoritaires aujourd'hui dans la région. Slinfah a d'abord été fondée comme station touristique en 1929 par des Libanais chrétiens venus profiter du bon air.
La forteresse de Saladin est à seulement 13 kilomètres.

## Population
Le recensement de 2004 donnait à Slinfah une population de 1 847 habitants. Avec sa nahié (et ses 25 villages environnants), l'ensemble regroupait alors 19 518 habitants.